# Robert E. Hopkins
Robert Evans „Hoppy“ Hopkins (* 21. September 1886 in Ottawa, Kansas; † 22. Dezember 1966 in Hollywood, Kalifornien) war ein US-amerikanischer Drehbuchautor, der für den Oscar für die beste Originalgeschichte nominiert war. 

## Leben
Hopkins begann seine Laufbahn in der Filmwirtschaft Hollywoods als Autor von Zwischentiteln von Stummfilmen wie Der Lumpensammler (The Rag Man, 1925) von Edward F. Kline mit Lydia Yeamans Titus, Ethel Wales und Robert Edeson in den Hauptrollen. Er verfasste bis 1937 die Drehbücher und Vorlagen für vierzig weitere Filme und verfasste insbesondere für Metro-Goldwyn-Mayer Dialoge für namhafte Schauspieler wie Clark Gable, Jean Harlow, Lee Tracy, William Powell und Myrna Loy. 
Bei der Oscarverleihung 1937 war er für den Oscar für die beste Originalgeschichte nominiert, und zwar für den Spielfilm San Francisco (1936) von W. S. Van Dyke mit Clark Gable, Jeanette MacDonald und Spencer Tracy als Hauptdarsteller.
Hopkins war zeitweise mit der Schauspielerin und Sängerin Grace Hayes verheiratet und dadurch Stiefvater von deren Sohn Peter Lind Hayes, der ebenfalls Schauspieler und Sänger war.

## Filmografie (Auswahl)
- 1926: So ist Paris (So This Is Paris)
- 1927: Was eine schöne Frau begehrt (The American Beauty)
- 1928: Sherlock Holmes in tausend Nöten (Detectives)
- 1928: Zirkus-Babys (Circus Rookies)
- 1929: Trotzheirat (Spite Marriage)
- 1929: The Hollywood Revue of 1929
- 1931: Buster hat nichts zu lachen (Sidewalks of New York)
- 1931: Das Mädel aus Havanna (The Cuban Love Song)
- 1936: San Francisco
- 1937: Saratoga